# Agrupació Esportiva i Cultural Manlleu
La Agrupació Esportiva i Cultural Manlleu es un club de fútbol español de Manlleu (Barcelona) España. Actualmente milita en Primera Catalana.

## Historia
En Manlleu, en 1914 se disputó el primer partido en el pueblo entre el Col·legi Sagrat Cor y los Esperantistes, aunque no es hasta el 15 de agosto de 1933 que se produjo la fundación oficial del AEC Manlleu.
En 1956 debutó por primera vez en categoría nacional, la Tercera División, donde permaneció durante seis temporadas.
Posteriormente, el club vivió momentos difíciles, especialmente la temporada 1978/79, cuando una junta gestora asumió el control del club, que estaba al borde de la desaparición.
A partir de ese momento, el club osonense vivió sus mejores años, con un ascenso fulgurante que le llevó de Segunda Regional hasta debutar en Segunda División B la temporada 1989-90. Durante varios años se convirtió en uno de los clubes punteros de la categoría de bronce, intentando hasta en tres ocasiones el ascenso a Segunda División.
La temporada 1996-97 bajó a Tercera División.

## Palmarés
- Liga de Tercera División (1): 1999

## Temporadas
Hasta el año 2008 el club había militado en 8 ocasiones en Segunda División B y 19 en Tercera División.
| - 1956-57: 3ª Divisió 6º - 1957-58: 3ª Divisió 4º - 1958-59: 3ª Divisió 9º - 1959-60: 3ª Divisió 9º - 1960-61: 3ª Divisió 10º - 1961-62: 3ª Divisió 13º - 1962-84: Cat. inferiors - 1984-85: 3ª Divisió 14º - 1985-86: 3ª Divisió 4º - 1986-87: 3ª Divisió 16º - 1987-88: 3ª Divisió 4º - 1988-89: 3ª Divisió 2º | - 1989-90: 2ª Divisió B 6º - 1990-91: 2ª Divisió B 3º - 1991-92: 2ª Divisió B 2º - 1992-93: 2ª Divisió B 13º - 1993-94: 2ª Divisió B 2º - 1994-95: 2ª Divisió B 5º - 1995-96: 2ª Divisió B 10º - 1996-97: 2ª Divisió B 17º - 1997-98: 3ª Divisió 5º - 1998-99: 3ª Divisió 1º - 1999-00: 3ª Divisió 17º - 2000-01: 3ª Divisió 7º | - 2001-02: 3ª Divisió 14º - 2002-03: 3ª Divisió 15º - 2003-04: 3ª Divisió 19º - 2004-05: 1ª Catalana 6º - 2005-06: 1ª Catalana 5º - 2006-07: 1ª Catalana 3º - 2007-08: 3ª Divisió 13º - 2008-09: 3ª Divisió 5º - 2009-10: 3ª Divisió 6º - 2010-11: 3ª Divisió 6º - 2011-12: 3ª Divisió 3º - 2012-13: 3ª Divisió 4º | - 2013-14: 3ª Divisió 10º - 2014-15: 3ª Divisió 17º - 2015-16: 3ª Divisió 16º - 2016-17: 3ª Divisió 18º - 2017-18: 1ª Catalana 7º - 2018-19: 1ª Catalana 6º - 2019-20: 1ª Catalana 4º - 2020-21: 1ª Catalana 6º - 2021-22: 1ª Catalana 2º - 2022-23: 1ª Catalana 8º - 2023-24: Lliga Èlit |

## Entrenadores
- Luis Aloy Vidal (1985-1987)
- Jaume Creixell (1987-1988)
- Luis Aloy Vidal (1988)
- Roberto Puerto (1989-1991)
- Jaume Creixell (1991)
- Fabri González (1991-1992)
- Luis Aloy Vidal (1993)
- Jaume Sabaté (1993-1995)
- Jordi Solé (1995-1997)
- Albert Roca (1998-2000)
- Jaume Torras Planas (2004-2006)
- Xavi Posas (2007-2008)
- Francesc Cargol (2008-2010)
- Ramon Monràs (2010)
- Francesc Cargol (2010-2012)
- Jordi Dot Vila (2012-2014)
- Manel Sala (2019-Act.)